# Поливановы
Полива́новы — древний русский дворянский род татарского происхождения, давший название подмосковному селу Поливаново.
При подаче документов (1686) для внесения рода в Бархатную книгу, была предоставлена родословная роспись Поливановых.
Род Поливановых внесён в VI часть родословных книг Владимирской, Московской, Калужской, Костромской, Симбирской и Тверской губерний.

## Происхождение и история рода
Род дворян Поливановых происходит от приехавшего из Золотой Орды к Москве (октябрь 1376) к великому князю Дмитрию Ивановичу Донскому "муж честен" Ширецких (Ширинские) родом татарин Кочева Карапчаков, а во крещении имя ему Анцифор, женился на дочери князя Дмитрия Серебрянова. У Кочевы был сын Акинф Анцифорович, внук которого Михаил Глебович по прозванию Поливан родоначальник Поливановых. Согласно семейной легенде, помещённой в родословных книгах, Михаил был жалован шубою, и, пьющий из кубка перед великим князем, на неё поливал, почему и получил шутливое прозвание Поливана.
Б. О. Унбегаун же пишет, что «Поливанов» — искажение фамилии «Полуянов», образованной от редкого имени греческого происхождения, хотя в родословной росписи данного имени нет.
Василий и Иван Григорьевич Поливановы воеводы под Казанью (1500). Борис Гаврилович поручился (1564) в 100 рублях по боярину И.В. Шереметьеву, а Захар Фёдорович поручился в 200 рублей по боярину князю Василии Семёновиче Серебряному (1565). Иван Дмитриевич записан в Боярской книге (1556), голова в числе других воевод в государевом полку (1573), дворянин (1577). Опричник Константин Дмитриевич сын боярский (1550), 03 января 1565 года привёз грамоту царя Ивана Грозного об оставлении им государствования. Константин Васильевич объезчик в Каменном городе в Москве (1584). Леонтий Булатович за московское осадное сидение получил вотчину деревню Слободка в Малоярославском уезде и 500 четвертей земли (1614).) Тимофей Григорьевич стрелецкий голова в Медыне (1611), за московское осадное сидение получил вотчину деревню Марьинка в Оболенском уезде (1622).

## Описание гербов

#### Герб Поливановых 1785 г.
В Гербовнике Анисима Титовича Князева  1785 года имеется изображение печати с гербом генерал-майора (1777), правителя Рязанского наместничества (1778-1780), Саратовский наместник (1781-1787), генерал-поручик (1783) Ивана Игнатьевича Поливанова. Изображенный герб вполне сходен с официально утверждённым с небольшими различиями: щит разделён вертикально на две части и левая часть разделена горизонтально на две равные части. В левой части, имеющей серебряное поле, изображён выходящий с левой стороны до половины чёрный орёл с распростёртым крылом, держащий в лапе стрелу. В левой части, в верхнем синем поле, изображены две золотые звезды и под ними золотой полумесяц рогами вверх (изм. польский герб Бойомир). В левой нижней части, в красном поле — две серебряные стрелы, положенные крестообразно, остриями вниз. Щит увенчан коронованным дворянским шлемом. Нашлемник три страусовых пера. Цветовая гамма намёта не определена. По бокам щита изображены знамёна, справа — сабля, а слева барабан с двумя трубами.

#### Герб. Часть III. № 22.
Щит разделён перпендикулярно на две части, из коих в правой в серебряном поле виден выходящий с левой стороны до половины чёрный Орёл в короне с распростёртым крылом, имеющий в лапе Скипетр. В левой части, разрезанной горизонтально чертой, в верхнем голубом поле изображены две золотые шестиугольные звезды и под ними золотая же луна, рогами обращённая к верхнему левому углу. В нижнем, красном поле, означены крестообразно две серебряные стрелы, летящие вверх (польский герб Ёдзешко).
На щите дворянский коронованный шлем. Нашлемник: три страусовых пера. Намёт на щите голубой и красный, подложенный серебром. Герб рода Поливановых внесён в Часть 3 Общего гербовника дворянских родов Всероссийской империи, стр. 22.

## Известные представители рода
- Поливанов Константин Дмитриевич — сын боярский (1550), воевода в Мценске (1568), наместник в Карачеве (1583), участник похода (1569), пристав у королевича Мангуста в Москве, товарищ боярина и воеводы И.П. Шуйского, воевода в Туле (1574), воевода на Украине в Большом полку, можайский дворянин (1577).
- Поливанов Тимофей Григорьевич — воевода в Боровске (1615—1616), в Дедилове (1626), в Брянске (1630), в 1632 году получил из Большой казны 68674 рубля на корм русским и немецким солдатам, за ним значится 700 четвертей земли поместного оклада, московский дворянин (1627-1629) (ум. 1635).
- Поливанов Илья Никитич — медынский городовой дворянин (1627-1629), имел поместье в Оболенском уезде деревню Васильева с пустошами, оклад 650 четвертей.
- Поливанов Матвей Константинович — можайский городовой дворянин (1627-1629).
- Поливанов Пётр Степанович — переслав-рязанский городовой дворянин (1629).
- Поливановы: Филипп Степанович, Иван Тимофеевич, Василий Владимирович — московские дворяне (1629-1658).
- Поливанов Тимофей Владимирович — воевода в Брянске (1629).
- Поливанов Кочева (Каллистрат) Владимирович — московский дворянин (1627-1640).
- Поливанов Юрий Воинович — воевода в Боровске (1636—1637).
- Поливанов Матвей Иванович — жилец (1646), участвовал в походах (Смоленск и Вильно и др.), посол к Крымскому хану, послан с грамотою в Голландию (1654).
- Поливанов Иван Филиппович — московский дворянин (1646-1692).
- Поливанов Андрей Васильевич — воевода в Алешне (1653—1654), в Соль-Вычегорске (1680).
- Поливанов Фёдор Иванович — получил поместье отца в Малоярославском уезде (1658), стряпчий (1680), стольник (1686-1692), бил челом на постройку на собственные средства церкви Святого Николая Чудотворца в селе Марьино Оболенского уезда, на что дал землю под строительство.
- Поливанова Мария Ильинична — в числе девиц-красавиц, отправлена в Москву (1669-1670) на смотрины, для выбора невесты царю Алексею Михайловичу.
- Поливанов Иван Васильевич — московский дворянин (1662-1677).
- Поливанов Фёдор Кочевин — московский дворянин (1672-1677).
- Поливанов Семён Матвеевич — упомянут в Боярской книгу (1672), стряпчий (1663-1676), стольник (1677-1692), участник   Азовского похода, просил разрешения на постройку церкви во имя Преображения Господня в селе Копосово (1706).
- Поливанов Степан Евсеевич — московский дворянин (1676-1677), женат на княжне Каптелине, дочери князя Никиты Васильевича Елецкого.
- Поливанов Андрей Андреевич — стольник (1681-1692), воевода в Чердыни (1681).
- Поливанов Василий Андреевич — стольник (1681-1692), воевода в Тотемском (1682), назначен воеводой в Якутск (1702) (умер по дороге).
- Поливанов Иван Андреевич — стряпчий (1672-1676), стольник (1681-1692), судья Земского приказа (1682), воевода в Скопине (1688).
- Поливанов Иван Матвеевич — стольник царя Ивана Алексеевича (1690-1692).
- Поливанов Иван Феодорович —   стряпчий (1672-1676), стольник (1692), воевода в Инсаре (1693).
- Поливанов Даниил Ильич — стряпчий (1682), стольник (1686-1692), воевода в Инсаре (1696).
- Поливанов Иван Фёдорович (Кочевин-Поливанов) — стольник (1692), воевода в Инсаре (1697), его сын Венедикт построил церковь Сергея Чудотворца в Керенском уезде.
- Поливановы: Осип и Иван Ивановичи, Борис Семёнович, Антон Фадеевич, - стряпчие (1680-1692)
- Поливановы: Семён Акимович, Михаил Фёдорович — стольники (1681-1692)[4][7][8].
- Поливанов, Иван Игнатьевич (1740—1786) — генерал-поручик, первый рязанский и саратовский наместник.
- Поливанов, Юрий Игнатьевич (1751—1813) — генерал-майор, участник Отечественной войны 1812 года.
- Поливанов, Александр Юрьевич (1795 — не ранее 1845) — кавалергард, знакомый А. С. Пушкина и П. В. Нащокина.
- Поливанов, Иван Юрьевич (1798?—1826) — декабрист.
- Поливанов, Михаил Юрьевич (1801—1880) — генерал-лейтенант, участник подавления Польского восстания 1831 года.
- Поливанов, Пётр Матвеевич (1723—1790) — капитан лейб-гвардии Преображенского полка.
- Поливанов, Николай Петрович (1771—1839) — полковник, участник войны 1812 г. и штурма Измаила.
- Поливанов, Иван Петрович (1773—1848) — сенатор.
- Поливанов, Михаил Петрович (около 1775 — после 1836) — полковник, в отставке — помещик сельца Льгово Калязинского у. Тверской губ.
- Поливанов, Николай Иванович (1814—1874) — полковник; соученик Лермонтова в Школе гвардейских подпрапорщиков и кавалерийских юнкеров.
- Поливанов, Владимир Николаевич (1848—1915) — камергер; видный деятель симбирского земства.
- Поливанов, Александр Иванович (1820—1884) — генерал-майор.
- Поливанов, Александр Петрович (1783 — после 1816) — полковник, герой Отечественной войны 1812 года.
- Поливанов, Дмитрий Александрович — тайный советник.
- Поливанов, Матвeй Михайлович — кавалергард, секунд-майор.
- Поливанов, Михаил Матвеевич (1800—?) — статский советник.
- Поливанов, Матвей Михайлович (1837—1897) — генерал-лейтенант.
- Поливанов, Михаил Константинович (1875—1927) — русский электротехник.
- Поливанов, Михаил Константинович (1850—1899) — участник Русско-турецкой войны (1877—1878), уездный предводитель дворянства.
- Поливанов, Пётр Матвеевич — юрьевецкий предводитель дворянства.
- Поливанов, Виктор Петрович (ок. 1840—1889) — тайный советник, эстляндский губернатор.
- Поливанов, Андрей Михайлович (?—1800) — секунд-майор, построил церковь во имя Покрова Пресвятой Богородицы с пределами в селе Красном-Поливанове.
- Поливанов, Андрей Андреевич (1801—1867).
- Поливанов, Илья Михайлович — генерал-майор корпуса жандармов.
- Поливанов, Николай Андреевич (1835 — после 1880) — действительный статский советник.
- Поливанов, Дмитрий Андреевич — тайный советник.
- Поливанов, Митрофан Андреевич (1842—1913) — инженер-полковник.
- Поливанов, Алексей Андреевич (1855—1920) — генерал от инфантерии, член Государственного совета.
- Поливанов, Сергей Петрович (1835—1889) — капитан гвардии, поэт.
- Поливанов, Сергей Матвеевич (1881—1916) — капитан 1-го ранга, погиб в первой мировой войне.
- Поливанов, Алексей Матвеевич (1879—1931) — командир лейб-гвардии Семёновского полка в 1916-1917 гг., с 1918 по 1923 годы служил в РККА; расстрелян по делу «Весна».
- Поливанов, Иван Гаврилович (1799—1868) — артиллерии поручик; автор «Записок о турецкой войне 1828 года».
- Поливанов, Лев Иванович (1838—1899) — русский педагог, литературовед, общественный деятель, основатель частной Поливановской гимназии.
- Поливанов, Пётр Сергеевич (1859—1903) — русский революционер-народник, позже эсер.
- Поливанов, Евгений Дмитриевич (1891—1938) — российский, затем советский лингвист, создатель системы кириллической транскрипции для японского языка (ныне: система Поливанова).

## Связь ДНК с Рюриковичами
Пока что единственный протестировавший ДНК претендент на происхождение от Поливановых почему-то оказался носителем единственного снипа, отделяющего Ярослава Мудрого от шведов, то есть, является его очень близким родственником по прямой мужской линии. Практически точно — прямым потомком Рюрика.